# Pedro Buenaventura Ugía
Pedro Buenaventura Ugía (Sevilla, Andalucía, 4 de junio de 1965) más conocido como Pedro Buenaventura, es un entrenador de fútbol español, que actualmente dirige al Atlético Sanluqueño Club de Fútbol de la Segunda División B de España.

## Carrera deportiva
Es hijo de Pedro Buenaventura Gil, un entrenador ligado al Real Betis Balompié durante toda su carrera deportiva. Pedro se sacó el título nacional de entrenador en 1987, con tan solo 22 años, convirtiéndose así en el más joven en conseguirlo.
Comenzó en 1984 entrenando en las categorías inferiores del Colspe sevillano para, tres años después, pasar a ser seleccionador del fútbol base en la Federación Andaluza. Su primera experiencia profesional la vivió en Tercera División con el CD Mairena en la temporada 1987-1988. 
Pedro posee más de 30 años de experiencia en el fútbol español, especialmente en los banquillos de Segunda División B, en los que desarrollaría la mayor parte de su carrera, dirigiendo a clubs como Atlético Sanluqueño Club de Fútbol, Racing Club Portuense, UD Almería, UD Melilla, Xerez CD, Real Balompédica Linense, San Fernando CD, Jerez Industrial CF, Betis Deportivo Balompié, CD Alcalá y Écija Balompié. 
De 2011 a 2013 sería el director deportivo del CP Cacereño.
El 22 de octubre de 2014 sería nombrado director fútbol base del Real Betis Balompié, en el que estaría durante 5 temporadas.
En la temporada 2019-20, formaría parte de la secretaría técnica del Real Betis Balompié. En el club verdiblanco estaría hasta octubre de 2020, tras la llegada a la dirección deportiva de Antonio Cordón.
El 7 de abril de 2021, firma como entrenador del Atlético Sanluqueño Club de Fútbol de la Segunda División B de España hasta el final de la temporada, sustituyendo a 'Romerito '.

## Trayectoria como entrenador
| Club                                       | País   | Año             |
| ------------------------------------------ | ------ | --------------- |
| CD Mairena                                 | España | 1987-1988       |
| Atlético Sanluqueño Club de Fútbol         | España | 1989-1991       |
| Racing Club Portuense                      | España | 1991-1993       |
| UD Almería                                 | España | 1993-1994       |
| UD Melilla                                 | España | 1995-1998       |
| Xerez CD                                   | España | 1998-1999       |
| Real Balompédica Linense                   | España | 1999-2000       |
| San Fernando CD                            | España | 2001-2002       |
| Jerez Industrial CF                        | España | 2003-2004       |
| Betis Deportivo Balompié                   | España | 2004-2005       |
| CD Alcalá                                  | España | 2005-2006       |
| Écija Balompié (secretario técnico)        | España | 2006-2008       |
| Écija Balompié                             | España | 2008-2009       |
| CP Cacereño (director deportivo)           | España | 2011-2013       |
| Atlético Sanluqueño Club de Fútbol         | España | 2012-2013       |
| Real Betis Balompié (director fútbol base) | España | 2014-2019       |
| Real Betis Balompié (secretario técnico)   | España | 2019-2020       |
| Atlético Sanluqueño Club de Fútbol         | España | 2021-Actualidad |